# ピエール・コゼット
ピエール・コゼット（Pierre Cossette、1923年12月25日 - 2009年9月11日）は、テレビのエグゼクティブ・プロデューサーでありブロードウェイのプロデューサー。コゼットは、1971年にグラミー賞の最初のテレビ放送の制作を担当した。ダンヒル・レコードの創設者の一人でもあった。
コゼットは2005年にカナダのウォーク・オブ・フェームの殿堂入りを果たした。ケベック州ヴァレーフィールドで生まれた彼は、ハリウッド・ウォーク・オブ・フェームの星も持っている。2006年、カリフォルニア州パームスプリングスのゴールデン・パーム・スターのウォーク・オブ・スターズが彼に捧げられた。
彼の自伝『Another Day In Showbiz: One Producer's Journey』は、業界におけるヴィジョンを提供し、スター、監督、プロデューサー、映画、テレビ会社、レコード会社、さらには芸術、創造、そして『ウィル・ロジャース・フォーリーズ』、『The Scarlet Pimpernell』、『The Voice of Woody Guthrie』などの舞台作品の表現パターンなどについて詳述している。本の中でコゼットは、彼の個人的な友人であるドナルド・トランプとの会話から、『ウィル・ロジャース・フォリーズ』のブロードウェイでのプロダクションにマーラ・メイプルズをキャストしたことについて解説している（その後まもなくメイプルズはトランプの2番目の妻となった）。
エンターテインメントの巨人ハリー・コーンの助けと支援を受けて、エージェントからプロデューサーに転向した。
コゼットはラスベガスでショーをブッキングし、グラミー賞をテレビに持ち込み、ディック・ショーンやバディ・ハケットなどのパフォーマーをマネージメントした。彼の息子のジョン・コゼットは、ピエール・コゼットの引退を受けて、グラミー賞のプロデューサーとなった。
コゼットは、2009年9月11日に85歳でモントリオールにて、うっ血性心不全により亡くなった。